# Romain Amalfitano
Romain Grégoire Clément Amalfitano (Niza, 27 de agosto de 1989) es un futbolista francés que juega como centrocampista en el Western Sydney Wanderers F. C. de la A-League.
Es el hermano del también futbolista Morgan Amalfitano.

## Trayectoria

### Inicios
Nacido en Niza, se unió a las inferiores de Châteauroux, donde jugó hasta el final de la temporada 2009.

### Evian
Comenzó su carrera profesional en Evian, jugando 28 partidos para el club en el Campeonato Nacional 2009–10, donde Evian terminó como campeón.

### Reims
Firmó con Stade de Reims un contrato de dos años, anotando 10 goles en sus 58 apariciones para el club. El equipo terminó décimo en la Ligue 2 2010-11 y segundo en la temporada 2011-12 de la Ligue 2, ganando el ascenso a la Ligue 1.

### Newcastle United
El 1 de julio de 2012, Amalfitano firmó con el Newcastle United de la Premier League por un contrato de tres años. Amalfitano se unió al equipo inglés después de que su contrato con el Reims expirará el 30 de junio de 2012. Hizo su debut en el club el 13 de julio en un partido amistoso que terminó en derrota por 1-0 contra Chemnitzer Club de la 3. Liga. Hizo su debut en la Europa League para el club en el empate contra el Atromitos FC el 23 de agosto, que terminó con un marcador de 1–1. Amalfitano hizo su primera participación para el club en Madeira cuando Newcastle jugó contra Marítimo en su primer partido de la fase de grupos de la Europa League, el partido terminó 0-0.

### Dijon
El 4 de septiembre de 2013, se anunció que Amalfitano se unió al Dijon FCO en condición de préstamo. El 1 de julio de 2014, firmó un contrato de tres años con el club por una transferencia gratuita.

## Estadísticas
| Club                           | País           | Año       | Part. | Goles | Prom. |
| ------------------------------ | -------------- | --------- | ----- | ----- | ----- |
| Évian Thonon Gaillard F. C.    | Francia        | 2009-2010 | 22    | 3     | 0.14  |
| Stade de Reims                 | Francia        | 2010-2012 | 58    | 6     | 0.1   |
| Newcastle United F. C.         | Inglaterra     | 2012-2014 | 3     | 0     | 0     |
| Dijon F. C. O.                 | Francia        | 2014-2020 | 200   | 7     | 0.04  |
| Al-Faisaly F. C.               | Arabia Saudita | 2020-2022 |       |       |       |
| Western Sydney Wanderers F. C. | Australia      | 2022-     |       |       |       |
| Total                          | Total          | Total     | 283   | 16    | 0.06  |

## Palmarés

### Títulos nacionales
| Título                    | Club             | País           | Año  |
| ------------------------- | ---------------- | -------------- | ---- |
| Copa del Rey de Campeones | Al-Faisaly F. C. | Arabia Saudita | 2021 |